# Zweckbindung
Der Begriff Zweckbindung bedeutet allgemein, dass bestimmte Geldmittel (oder Sachleistungen) nur zu gesetzlich oder vertraglich genau bestimmten Zwecken eingesetzt werden dürfen.

## Allgemeines
Die Zweckbindung soll bewirken, dass der Gesetzgeber oder der Vertragspartner die Gewissheit besitzt, dass Geld oder Sachen ausschließlich für einen vorgesehenen Zweck verwendet werden und eine zweckfremde Verwendung ausgeschlossen ist. Die Zweckbindung ist eine Ausnahme vom geltenden Prinzip der Vertragsfreiheit, die auch die freie Verwendung von Geld oder Sachen gewährleistet. Es gibt jedoch Rechtsgebiete, bei denen eine Zweckbindung vorgesehen ist; hierzu gehören das Bankwesen, Spendenwesen, Haushaltsrecht oder der Datenschutz.

## Bankkredite
Allgemein gibt es bei allen Bankkrediten häufig im Kreditvertrag bestimmte Kreditbedingungen, die unter anderem den Verwendungszweck der Kreditsumme mehr oder weniger streng einschränken. Verwendungszweck ist dort der Zweck, für den die Kreditsumme eingesetzt werden darf (Konsumkredit, Investitionskredit, Immobilienkredit, Effektenlombardkredit, Avalkredit, zweckgebundene Förderkredite). Beim Verbraucherdarlehensvertrag ist die private Zweckbestimmung sogar Voraussetzung für die Anwendung des Verbraucherbegriffs (§ 491 BGB). Dabei können Kreditinstitute auch einen Verwendungsnachweis etwa bei Konsum- oder Immobilienkrediten verlangen. Nur wenige Kreditarten besitzen keinen besonderen oder lediglich einen allgemein formulierten Verwendungszweck (Dispositionskredit, Kontokorrentkredit und dessen Arten Roll-over-Kredit, revolvierender Kredit und Stand-by-Kredit). Die Festlegung eines konkreten Verwendungszwecks im Kreditvertrag schränkt die Kreditgewährung auf die bereits im Kreditantrag vom Kreditnehmer angegebene Verwendung ein. Hält sich der Kreditnehmer nicht an den vorgesehenen Verwendungszweck, so verstößt er gegen den Kreditvertrag und setzt sich einer möglichen Kreditkündigung aus wichtigem Grund aus.
Kreditinstitute gewähren Immobilienfinanzierungen und Hypothekendarlehen im Regelfall nur gegen Kreditsicherheiten in Form von Grundpfandrechten (Grundschulden, Sicherungsgrundschulden oder seltener Hypotheken). Ein Sicherungsvertrag sorgt hierbei für die (schuldrechtliche) Zweckbindung zwischen Grundpfandrecht und Kredit. Insbesondere bei abgegebener Einmalvalutierungserklärung dürfen sie die hierin vereinbarte Zweckbindung nicht einseitig aufheben.

## Spenden
Bei Spenden erfolgt eine Zweckbindung in der Regel bereits mit dem Spendenaufruf. Der Spendenempfänger ist, aufgrund des vorliegenden Rechtsgeschäftes der Schenkung, an die vom Spender ausgesprochene Zweckbindung gebunden. Es handelt sich um eine so genannte Auflagenschenkung nach § 525 BGB, bei der der Schenker die Erfüllung seiner Auflage verlangen kann. Verwendet der Empfänger die erhaltene Spende nicht vereinbarungsgemäß, kann der Spender seine finanzielle Zuwendung zurückfordern. Die Auflagenschenkung liegt nicht vor bei anonymen Spendenaktionen wie etwa mit der Spendendose. Dann handelt es sich um eine bloße Zweckschenkung im Sinne des § 812 Abs. 1 Satz 2 (2. Fall) BGB, die bei zweckfremder Verwendung rückzahlbar ist. Das Spendenrecht des BGB wird häufig durch das  öffentliche Recht der Straßensammlung überlagert. Um eventuelle Rückzahlungsforderungen zu vermeiden, sollte der Spendenempfänger den Zweck von vorneherein nicht zu eng bestimmen, im Rahmen eines Spendenaufrufs keine allzu genauen Angaben über den Verwendungszweck geben und sich mit dem Spender rechtzeitig in Verbindung setzen, falls es zu einer Änderung des Spendenzwecks kommen sollte.
Internationale Hilfsorganisationen rufen meist zu zweckgebundenen Spenden (englisch restricted gifts) auf, wenn sie beispielsweise um Spenden für die Opfer einer bestimmten Naturkatastrophe werben. Dann stellt sich die Frage, ob und wie Spendenorganisationen von einer Zweckbindung abweichen dürfen. In Staaten mit Common law kann dann die Cy-près-Doktrin dazu führen, dass überzahlte Spenden an die Spender zurückzuzahlen sind.

## Haushaltsrecht
Die Zweckbindung in öffentlichen Haushalten ist als Ausnahmeregelung zum allgemein geltenden Gesamtdeckungsprinzip vorgesehen. Ein Abweichen vom Gesamtdeckungsprinzip ist unter strengen Voraussetzungen aber möglich, wobei die ein- oder gegenseitige Deckungsfähigkeit durch Zweckbindungsvermerk hergestellt werden muss (gekorene Deckungsfähigkeit). Zweckbindungen sind nur statthaft, wenn sie durch Gesetz vorgeschrieben sind oder sich aus der Herkunft oder der Natur der Einnahme ergeben. Die zweckgebundenen Einnahmen werden aus der Gesamtdeckung herausgelöst und stehen nicht mehr zur Finanzierung aller Ausgaben, sondern nur noch als Deckungsmittel für bestimmte Ausgaben zur Verfügung. Hierzu gehören Ausgaben für Investitionen und Ausgaben aus zweckgebundenen Einnahmen (§ 15 Abs. 1 HGrG). Auf kommunaler Ebene besteht diese Möglichkeit nur ausnahmsweise. Die Gebührenhaushalte sind vom Gesamtdeckungsprinzip ausgeschlossen. Die jeweiligen Gebühren sollen kostendeckend kalkuliert sein. Das ist nur möglich, wenn nicht auch andere Einnahmen zur Finanzierung herangezogen werden. Damit sind Gebühreneinnahmen zweckgebunden für die jeweiligen Aufgaben zu entrichten und fallen nicht in die frei verfügbare Masse des Haushalts. Das ist insbesondere der Fall bei selbständigen kommunalen Aufgabenträgern (kommunale Abfallentsorgung oder Wasserwirtschaft), deren Gebühreneinnahmen zweckbestimmt für die an sie übertragenen Aufgaben verwendet werden müssen. Zum Beispiel dürfen die Müllgebühren ausschließlich zur Abfallbeseitigung eingesetzt werden. Übersteigen die Einnahmen die Ausgaben in diesem Bereich, so darf der Überschuss nicht für andere Zwecke eingesetzt werden, sondern ist zweckgebunden in eine Rücklage einzustellen. Eine derartige Zweckbindung erhöhte für den Bürger die Transparenz, weil er hierdurch die genaue Verwendung bestimmter Einnahmen nachverfolgen konnte. Diese Transparenz fehlt beim Gesamtdeckungsprinzip, denn der Bürger kann zwar eine bestimmte Ausgabe (im Haushalt unter einem genauen „Titel“ verbucht) feststellen, nicht jedoch die sie deckende Einnahme. Das Einzeldeckungsprinzip prägt weiterhin US-amerikanische Haushalte.

## Datenschutz
Im Volkszählungsurteil des Bundesverfassungsgerichts von 1983 ist es nicht erlaubt, "Daten auf Vorrat zu unbestimmten Zwecken" zu speichern. So muss schon vor dem Erheben von personenbezogenen Daten ein zweckdienlicher Nutzen festgelegt werden. Nach § 31 Bundesdatenschutzgesetz (BDSG) unterliegen personenbezogene Daten, die ausschließlich zu Zwecken der Datenschutzkontrolle, der Datensicherung oder zur Sicherstellung eines ordnungsgemäßen Betriebes einer Datenverarbeitungsanlage gespeichert werden, einer „besonderen Zweckbindung“ und dürfen nur für diese Zwecke verwendet werden. Ebenso ist die Regelung des § 39 BDSG zu verstehen.
Für öffentliche Stellen gilt grundsätzlich, dass personenbezogene Daten nur für den Zweck weiterverarbeitet werden dürfen, für den sie erhoben worden sind (z. B. § 13 Abs. 1 Hessisches Datenschutzgesetz (HDSG)). Vergleichbare Regelungen enthalten viele andere Gesetze (z. B. § 78 SGB X). Diese Regelungen dienen der Sicherstellung des Prinzips der Datensparsamkeit im Datenschutz. Verhindert werden soll eine Verwendung dieser Daten zu anderen als den gesetzlich vorgesehenen Zwecken und insbesondere die Zusammenführung von Daten zu abweichenden Zwecken.
Die Zweckbindung entspringt dem Datenschutzkonzept der normativen Zweckbegrenzung.